# Atrophaneura dixoni
Atrophaneura dixoni är en fjärilsart som först beskrevs av Grose-smith 1901.  Atrophaneura dixoni ingår i släktet Atrophaneura och familjen riddarfjärilar. Inga underarter finns listade i Catalogue of Life.

## Bildgalleri

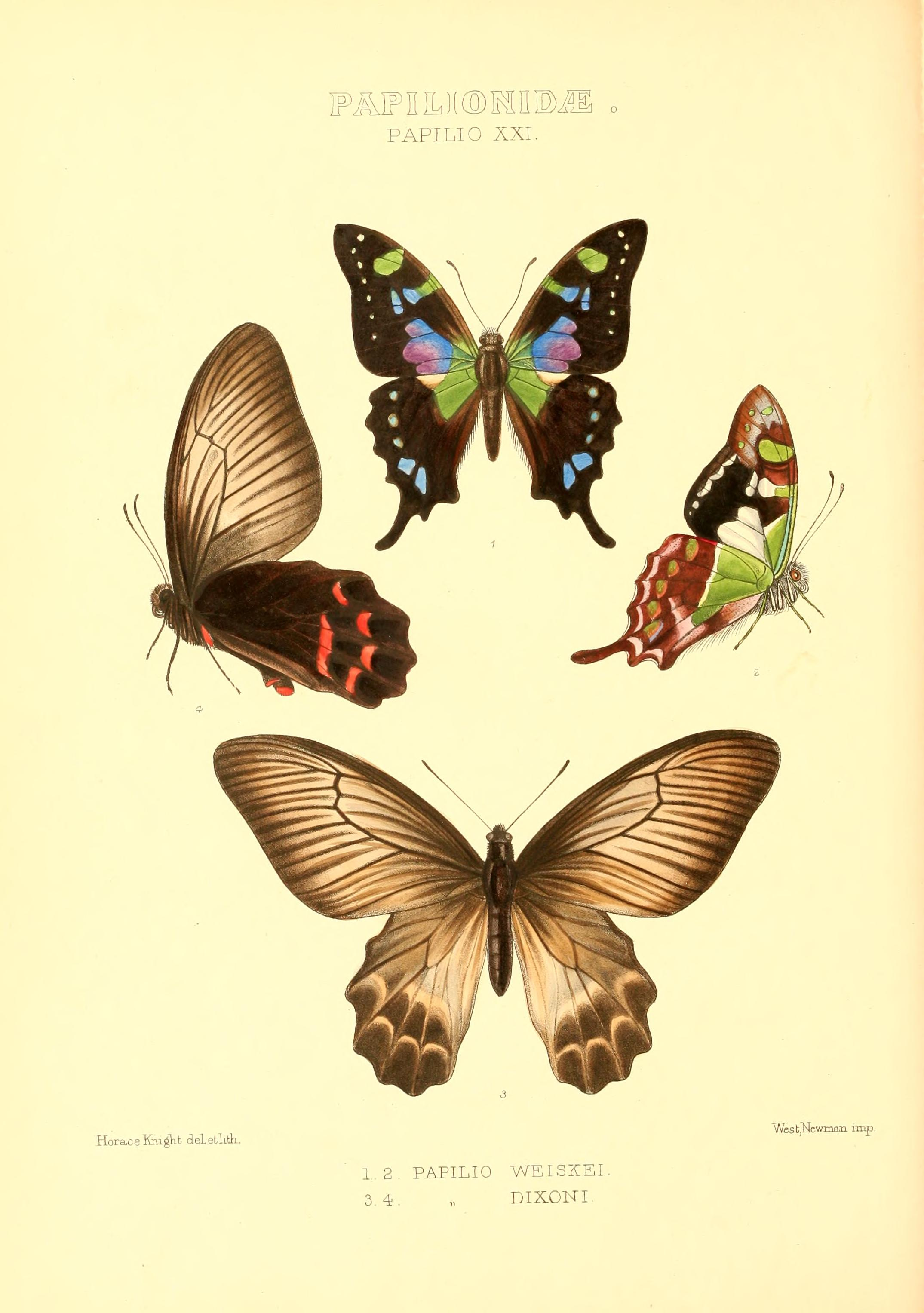